# S Весов
S Весов (лат. S Librae), HD 136458 — одиночная переменная звезда в созвездии Весов на расстоянии (вычисленном из значения параллакса) приблизительно 6852 световых лет (около 2101 парсека) от Солнца. Видимая звёздная величина звезды — от +13m до +7,5m.

## Характеристики
S Весов — красная пульсирующая переменная звезда, мирида (M) спектрального класса M1e-M6e или M1/3. Эффективная температура — около 3800 К.